# یواس‌ان‌اس کامت (تی-ای‌کی-۲۶۹)
یواس‌ان‌اس کامت (تی-ای‌کی-۲۶۹) (به انگلیسی: USNS Comet (T-AK-269)) یک کشتی است که طول آن ۴۶۷ فوت (۱۴۲ متر) می‌باشد. این کشتی در سال ۱۹۵۷ ساخته شد.